# Pachira obovata
Pachira obovata là một loài thực vật có hoa trong họ Cẩm quỳ. Loài này được (A.Robyns) W.S.Alverson mô tả khoa học đầu tiên năm 1994.